# باز أسود الوجه
باز أسود الوجه (الاسم العلمي: Leucopternis melanops) هو نوع من فصيلة بازية.